# Tuning Note
「Tuning Note」（チューニング ノート）は、藤木直人の通算14枚目のシングル。2007年10月10日にポニーキャニオンより発売。

## 概要
前作「HEY! FRIENDS」から約1年5ヶ月ぶりとなるシングル。2007年10月22日付オリコン週間シングルチャートで初登場16位。7thアルバム『Reverse』の先行シングル。『Reverse』の初回盤には「Tuning Note」のPVを収録したDVDが付属する。カップリング曲はアルバム未収録の「No Problem!」と「星の記憶」。「星の記憶」は後年ベストアルバムに収録された。

## 収録曲
1. Tuning Note
（作詞:新藤晴一/作曲:藤木直人/編曲:高橋圭一）
日本テレビ系列で放送された深夜ドラマ『ハリ系』の主題歌。藤木が部屋でギターを弾いている姿をイメージして書かれ、人との関係をギターのチューニングに例えて描いている。須永秀明監督によるPVには、青リンゴが印象的に使われており、この撮影のために1000個の青リンゴが青森から取り寄せられた。
2. No Problem!
（作詞:井手コウジ/作曲・編曲:知野芳彦）
3. 星の記憶
（作詞:川村結花/作曲:藤木直人/編曲:高橋圭一）

## タイアップ
- 日本テレビ系ドラマ『ハリ系』主題歌（M-1）

## 収録アルバム
- Reverse（M-1）
- HISTORY of NAOHITO FUJIKI 10TH ANNIVERSARY BOX（ベストアルバム限定盤）（M-1、M-3）
- HISTORY of NAOHITO FUJIKI Standard Edition（ベストアルバム通常盤）（M-1、M-3）

## テレビ出演
- HEY!HEY!HEY!秋のオールスタンディングスペシャル!!（2007年10月15日、フジテレビ）（M-1）
- MUSIC JAPAN（2007年10月19日、NHK）（M-1）
- Music Lovers（2007年11月25日、日本テレビ）（M-1）
他に「anon」「HEY! FRIENDS」「コズミックライダー」が披露された。